# 서울지방국토관리청
서울지방국토관리청(서울地方國土管理廳)은 국토교통부의 소속기관이다. 1975년 6월 18일 발족하였으며, 경기도 과천시 정부과천청사에 위치하고 있다. 청장은 고위공무원단 나등급에 속하는 일반직공무원으로 보한다.

## 직무
- 건설 관련 기술자자격의 취소 또는 정지처분
- 각종 건설공사·용역의 계약관리
- 국가산업단지의 관리에 따른 행정처분
- 건설공사에 따른 용지매수 및 지장물 보상
- 도로건설사업에 관한 측량·조사·설계 및 시행
- 국도 및 하천의 유지·관리 및 이에 따른 행정처분
- 하천공사의 측량·조사·설계 및 시행
- 건설공사의 품질 및 안전 관리의 확인·지도감독
- 시설물의 안전 및 유지관리의 확인·지도감독
- 지하안전영향평가의 협의·관리·감독
- 소관 국유재산 및 청사의 관리
- 지역개발사업의 관리

## 연혁
- 1949년 5월 2일: 내무부 소속으로 서울지방건설국 설치하고 소속기관으로 인천항공영소를 둠.
- 1961년 10월 2일: 서울지방건설국을 국토건설청 소속 서울지방국토건설국으로 개편. 인천항공영소를 인천축항사무소로 개편하고 서울지방국토건설국의 소속기관으로 둠.
- 1962년 2월 27일: 중앙국토건설국으로 개편.
- 1962년 6월 18일: 건설부 소속으로 변경.
- 1965년 5월 5일: 중부국토건설국으로 개편.
- 1973년 12월 12일: 인천축항사무소 폐지.
- 1975년 6월 18일: 서울지방국토관리청으로 개편.
- 1994년 12월 23일: 건설교통부 소속으로 변경.
- 2008년 2월 29일: 국토해양부 소속으로 변경.
- 2013년 3월 23일: 국토교통부 소속으로 변경.

## 관할구역
- 서울특별시, 인천광역시, 경기도
- 하천 관련 업무에 대해서는 경기도 내 한강수계의 일부[1]·금강수계는 제외하며, 강원특별자치도 내 한강수계의 일부[2]·충청북도 내 한강수계의 일부[3], 충청남도 내 안성천수계는 포함한다.

## 조직

### 청장
관리국
- 운영지원과[4]
- 건설지원과[5]
- 보상과[4]

도로시설국
- 도로계획과[5]
- 도로공사과[5]
- 민자도로관리과[7]

하천국
- 하천계획과[4]
- 하천공사과[5]

건설안전국
- 건설관리과[7]
- 건설안전과[7]

### 소속기관
국토관리사무소
| 명칭                 | 위치                                  | 관할구역                                                                                           |
| -------------------- | ------------------------------------- | -------------------------------------------------------------------------------------------------- |
| 의정부국토관리사무소 | 경기도 의정부시 송산로 1153           | - 국도: 서울특별시 일부, 경기도 일부                                                               |
| 수원국토관리사무소   | 경기도 용인시 기흥구 용구대로 2291-12 | - 국도: 서울특별시 일부, 인천광역시, 경기도 일부 - 국가하천: 국가하천 한강 중 섬강 합류점 하류구간 |

출장소
| 소속               | 명칭       | 위치                        |
| ------------------ | ---------- | --------------------------- |
| 수원국토관리사무소 | 강화출장소 | 경기도 김포시 김포대로 2752 |